# Septoria anthurii
Septoria anthurii är en svampart som beskrevs av Kotthoff 1941. Septoria anthurii ingår i släktet Septoria och familjen Mycosphaerellaceae.   Inga underarter finns listade i Catalogue of Life.